# Wiek (geologia)
Wiek – formalna jednostka geochronologiczna (czasowa), niższa rangą od epoki, a wyższa od chronu (doby). Czas trwania waha się od kilkuset tysięcy do kilkunastu milionów lat. 
Odpowiednikiem wieku w skali chronostratygraficznej jest piętro.